# Arturo Lupoli
Arturo Lupoli (Brescia, 24 giugno 1987) è un ex calciatore italiano, di ruolo attaccante, allenatore della formazione Under-18 del Parma.

## Biografia
Nato a Brescia ma proveniente da Frattamaggiore nel napoletano.
Il 31 maggio 2015, è diventato cittadino onorario di Frosinone insieme al resto della squadra.

## Caratteristiche tecniche
Attaccante mancino, era in grado di agire sia da prima, sia da seconda punta.
Considerato uno dei prospetti più promettenti del calcio italiano nelle prime fasi della sua carriera, non è però riuscito a esprimere il suo massimo potenziale nel corso degli anni.

## Carriera

### Club
Muove i suoi primi passi nelle giovanili del Parma, con cui vince il Campionato Allievi Nazionali. Complice la crisi finanziaria della società ducale, il 7 luglio 2004 passa a titolo definitivo all'Arsenal. Esordisce con i Gunners il 27 ottobre 2004 in Manchester City-Arsenal (1-2), incontro valido per il terzo turno di Carling Cup, giocando titolare. Il 9 novembre - in occasione della sfida di coppa contro l'Everton - mette a segno le sue prime reti da professionista, siglando una doppietta. Il 25 febbraio 2006 esordisce in Premier League contro il Blackburn, subentrando al 37' della ripresa al posto di Gilberto Silva.
Il 18 agosto 2006 passa in prestito al Derby County, in Championship. Il 6 gennaio 2007 segna la sua prima tripletta in carriera - permettendo ai Rams di prevalere nel derby contro il Wrexham - garantendo alla squadra l'accesso al quarto turno di FA Cup. A fine stagione la squadra viene promossa in Premier League.
Il 26 febbraio 2007, dopo aver preso accordi verbali con il Napoli, sottoscrive un contratto quinquennale con la Fiorentina. Esordisce con i viola l'11 dicembre 2007 in Ascoli-Fiorentina (1-1), partita valida per l'andata degli ottavi di finale di Coppa Italia, subentrando all'inizio della ripresa a Giampaolo Pazzini.
Il 21 gennaio 2008 passa in prestito al Treviso, in Serie B. Il 22 luglio 2008 viene girato in prestito al Norwich City, militante in Championship. Il 2 febbraio 2009 passa in prestito allo Sheffield United.
Il 25 giugno 2009 passa in compartecipazione all'Ascoli. Termina l'annata con 32 presenze e 6 reti. Il 24 giugno 2010 viene rinnovata la comproprietà tra le due società.
Il 25 giugno 2011 la comproprietà viene risolta alle buste a favore della società marchigiana. L'11 luglio rescinde consensualmente il proprio contratto con l'Ascoli.
Il 15 luglio 2011 sottoscrive un contratto triennale con il Grosseto. Esordisce con i maremmani il 14 agosto in Grosseto-Prato (3-2), valida per il secondo turno di Coppa Italia, entrando al 52' al posto di Gerardi, e segnando la rete del momentaneo 2-2. Termina la stagione con 20 presenze e 3 reti. Il 12 ottobre 2012 prolunga il suo contratto fino al 30 giugno 2015.
Schierato con più continuità l'anno successivo, prima in coppia con Ferdinando Sforzini, poi con Federico Piovaccari, concluderà l'annata - terminata con la retrocessione dei toscani - mettendo a segno 6 reti in 26 apparizioni.
Rescisso il contratto con i toscani, il 1º luglio 2013 firma un contratto triennale con il Varese. Esordisce con i lombardi da titolare il 26 agosto in Cesena-Varese (1-0), venendo sostituito al 23' della seconda metà di gioco da Saša Bjelanović. Nella sessione invernale del calciomercato viene ceduto in prestito in Ungheria, all'Honvéd allenata dall'italiano Marco Rossi, facendo coppia in attacco con un altro italiano ovvero Emiliano Bonazzoli. Termina la stagione con sole 4 presenze e zero reti, deludendo le aspettative non venendo riscattato.
Dopo un inizio di stagione al Varese con 2 reti, Il 2 febbraio 2015 viene ufficializzato il suo passaggio al Frosinone. Il 16 maggio 2015 il Frosinone ottiene - con una giornata d'anticipo - la sua prima storica promozione nella massima serie.
Il 31 agosto 2015 sottoscrive un contratto di tre anni con il Pisa, in Lega Pro. Nel girone di andata disputa 11 partite segnando 2 reti; nel mercato di gennaio viene ceduto al Catania ancora in Lega Pro. Nell'estate 2016 torna al Pisa dove non è inserito nella lista della prima squadra, ma viene aggregato alla Primavera. Nel gennaio 2017 si trasferisce a titolo definitivo al Südtirol. Con la maglia biancorossa colleziona 12 presenze in sei mesi di permanenza in Alto Adige dove la formazione bolzanina riesce a mantenere la categoria con qualche turno d'anticipo.
Il 31 agosto 2017 viene ceduto a titolo definitivo alla Fermana, neopromossa in Serie C. Con i marchigiani disputa due campionati segnando 12 gol complessivi.
Il 20 luglio 2019 viene ceduto alla Virtus Verona.
Il 7 ottobre 2020 rescinde con la Virtus Verona e firma per il club marchigiano del Montegiorgio, militante in Serie D. 
Nell'estate del 2021, Lupoli si accorda con il Borgo San Donnino, in Serie D, salvo trasferirsi all'Imperia, sempre in quarta serie, il 30 dicembre dello stesso anno. Al termine della stagione, dopo aver collezionato 14 presenze e tre reti con i liguri (sommate alle 10 partite giocate nella prima parte dell'annata), Lupoli annuncia il proprio ritiro dal calcio giocato, al fine di iniziare una nuova carriera da allenatore.

### Nazionale
Lupoli ha vestito le maglie delle selezioni giovanili italiane dall'Under-16 all'Under-21; con quest'ultima ha esordito il 12 dicembre 2006, in Italia-Lussemburgo (2-0), andando a segno con un tiro da fuori area. In totale, conta 5 presenze e 2 reti con gli Azzurrini.

### Allenatore
Dopo il ritiro diventa collaboratore di Ezequiel Carboni nell’Under-18 del Monza.
Nell’estate del 2023 torna al Parma come vice dell'allenatore dell'Under-18 Matteo Centurioni.
A inizio ottobre ottiene l’abilitazione per allenatore UEFA A a Coverciano che consente di guidare tutte le formazioni giovanili, comprese le squadre Primavera, e le prime squadre fino alla Lega Pro inclusa, nonché al tesseramento come allenatore in seconda in Serie A e in Serie B.

## Statistiche

### Presenze e reti nei club
Statistiche aggiornate al 15 maggio 2022.
| Stagione        | Squadra           | Campionato      | Campionato | Campionato | Coppe nazionali | Coppe nazionali | Coppe nazionali | Coppe continentali | Coppe continentali | Coppe continentali | Altre coppe | Altre coppe | Altre coppe | Totale | Totale |
| Stagione        | Squadra           | Comp            | Pres       | Reti       | Comp            | Pres            | Reti            | Comp               | Pres               | Reti               | Comp        | Pres        | Reti        | Pres   | Reti   |
| --------------- | ----------------- | --------------- | ---------- | ---------- | --------------- | --------------- | --------------- | ------------------ | ------------------ | ------------------ | ----------- | ----------- | ----------- | ------ | ------ |
| 2004-2005       | Arsenal           | PL              | 0          | 0          | FACup+CdL       | 1+3             | 0+3             | UCL                | 0                  | 0                  | CS          | 0           | 0           | 4      | 3      |
| 2005-2006       | Arsenal           | PL              | 1          | 0          | FACup+CdL       | 0+4             | 1               | UCL                | 0                  | 0                  | CS          | 0           | 0           | 5      | 1      |
| Totale Arsenal  | Totale Arsenal    | Totale Arsenal  | 1          | 0          |                 | 8               | 4               |                    | 0                  | 0                  |             | 0           | 0           | 9      | 4      |
| 2006-2007       | Derby County      | FLC             | 35         | 7          | FACup+CdL       | 2+2             | 3+1             | -                  | -                  | -                  | -           | -           | -           | 39     | 11     |
| 2007-gen. 2008  | Fiorentina        | A               | 0          | 0          | CI              | 1               | 0               | CU                 | 0                  | 0                  | -           | -           | -           | 1      | 0      |
| gen.-giu. 2008  | Treviso           | B               | 17         | 1          | CI              | -               | -               | -                  | -                  | -                  | -           | -           | -           | 17     | 1      |
| 2008-gen. 2009  | Norwich City      | FLC             | 17         | 4          | FACup+CdL       | 2+1             | 1+0             | -                  | -                  | -                  | -           | -           | -           | 20     | 5      |
| gen.-giu. 2009  | Sheffield United  | FLC             | 11+2       | 2          | FACup+CdL       | 0               | 0               | -                  | -                  | -                  | -           | -           | -           | 13     | 2      |
| 2009-2010       | Ascoli            | B               | 32         | 6          | CI              | 1               | 0               | -                  | -                  | -                  | -           | -           | -           | 33     | 6      |
| 2010-2011       | Ascoli            | B               | 33         | 5          | CI              | 1               | 0               | -                  | -                  | -                  | -           | -           | -           | 34     | 5      |
| Totale Ascoli   | Totale Ascoli     | Totale Ascoli   | 65         | 11         |                 | 2               | 0               |                    | -                  | -                  |             | -           | -           | 67     | 11     |
| 2011-2012       | Grosseto          | B               | 19         | 2          | CI              | 1               | 1               | -                  | -                  | -                  | -           | -           | -           | 20     | 3      |
| 2012-2013       | Grosseto          | B               | 26         | 6          | CI              | 0               | 0               | -                  | -                  | -                  | -           | -           | -           | 26     | 6      |
| Totale Grosseto | Totale Grosseto   | Totale Grosseto | 45         | 8          |                 | 1               | 1               |                    | -                  | -                  |             | -           | -           | 46     | 9      |
| 2013-gen. 2014  | Varese            | B               | 5          | 0          | CI              | 0               | 0               | -                  | -                  | -                  | -           | -           | -           | 5      | 0      |
| gen.-giu. 2014  | Honvéd            | NBI             | 4          | 0          | MK+MLK          | -               | -               | UEL                | -                  | -                  | -           | -           | -           | 4      | 0      |
| 2014-gen. 2015  | Varese            | B               | 18         | 6          | CI              | 3               | 2               | -                  | -                  | -                  | -           | -           | -           | 21     | 8      |
| Totale Varese   | Totale Varese     | Totale Varese   | 23         | 6          |                 | 3               | 2               |                    | -                  | -                  |             | -           | -           | 26     | 8      |
| gen.-giu. 2015  | Frosinone         | B               | 11         | 1          | CI              | -               | -               | -                  | -                  | -                  | -           | -           | -           | 11     | 1      |
| 2015-gen. 2016  | Pisa              | LP              | 10         | 2          | CI+CI-LP        | 0+1             | 0               | -                  | -                  | -                  | -           | -           | -           | 11     | 2      |
| gen.-giu. 2016  | Catania           | LP              | 10         | 1          | CI+CI-LP        | -               | -               | -                  | -                  | -                  | -           | -           | -           | 10     | 1      |
| 2016-gen. 2017  | Pisa              | B               | 0          | 0          | CI              | 2               | 0               | -                  | -                  | -                  | -           | -           | -           | 2      | 0      |
| Totale Pisa     | Totale Pisa       | Totale Pisa     | 10         | 2          |                 | 3               | 0               |                    | -                  | -                  |             | -           | -           | 13     | 2      |
| gen.-giu. 2017  | Südtirol          | LP              | 12         | 0          | CI+CI-LP        | -               | -               | -                  | -                  | -                  | -           | -           | -           | 12     | 0      |
| 2017-2018       | Fermana           | C               | 33         | 7          | CI-C            | -               | -               | -                  | -                  | -                  | -           | -           | -           | 33     | 7      |
| 2018-2019       | Fermana           | C               | 39         | 5          | CI-C            | 1               | -               | -                  | -                  | -                  | -           | -           | -           | 40     | 5      |
| Totale Fermana  | Totale Fermana    | Totale Fermana  | 72         | 12         |                 | 1               | 0               |                    | -                  | -                  |             | -           | -           | 73     | 12     |
| 2019-2020       | Virtus Verona     | C               | 16         | 2          | CI-C            | 3               | 1               | -                  | -                  | -                  | -           | -           | -           | 19     | 3      |
| 2020-2021       | Montegiorgio      | D               | 21         | 8          | CI-D            | -               | -               | -                  | -                  | -                  | -           | -           | -           | 21     | 8      |
| ago.-dic. 2021  | Borgo San Donnino | D               | 10         | 0          | CI-D            | 0               | 0               | -                  | -                  | -                  | -           | -           | -           | 10     | 0      |
| dic. 2021-2022  | Imperia           | D               | 14         | 3          | CI-D            | 0               | 0               | -                  | -                  | -                  | -           | -           | -           | 14     | 3      |
| Totale carriera | Totale carriera   | Totale carriera | 391        | 68         |                 | 28              | 13              |                    | 0                  | 0                  |             | 0           | 0           | 419    | 81     |

## Palmarès

### Club

#### Competizioni nazionali
- Coppa d'Inghilterra: 1

Arsenal: 2004-2005
- Campionato di Serie B: 1

Frosinone: 2014-2015